# Municipio de Osage (condado de St. Clair)
El municipio de Osage (en inglés: Osage Township) es un municipio ubicado en el condado de St. Clair en el estado estadounidense de Misuri. En el año 2010 tenía una población de 258 habitantes y una densidad poblacional de 2,59 personas por km².

## Geografía
El municipio de Osage se encuentra ubicado en las coordenadas 38°2′59″N 93°53′40″O / 38.04972, -93.89444. Según la Oficina del Censo de los Estados Unidos, el municipio tiene una superficie total de 99.8 km², de la cual 94,13 km² corresponden a tierra firme y (5,68 %) 5,66 km² es agua.

## Demografía
Según el censo de 2010, había 258 personas residiendo en el municipio de Osage. La densidad de población era de 2,59 hab./km². De los 258 habitantes, el municipio de Osage estaba compuesto por el 94,96 % blancos, el 0,39 % eran afroamericanos, el 0,78 % eran amerindios, el 1,16 % eran de otras razas y el 2,71 % eran de una mezcla de razas. Del total de la población el 1,94 % eran hispanos o latinos de cualquier raza.